# Kolonia Gosławicka
Kolonia Gosławicka (niem. Kolonie Goslawitz, od 1936 Ehrenfeld Ansiedlung; nazwa gwarowa: Kopalina; dawn. Kolonia Gosławska) – dzielnica Opola pomiędzy Grudzicami i Gosławicami; ponad 6770 mieszkańców; dojazd autobusami MZK. 

## Historia
Historia dzielnicy sięga roku 1864, kiedy to na terenie Gosławic wybudowano kolonię – Kolonie Goslawitz, w 1936 r. przemianowane przez nazistów na Ehrenfeld Ansiedlung. Po II wojnie światowej spolszczono pierwotna nazwę.
Od 1945 w Polsce, gdzie ustanowiła gromadę w gminie Gosławice w powiecie opolskim, od 1950 w województwie opolskim. W związku z reformą administracyjną kraju jesienią 1954 weszła w skład nowo utworzonej gromady Gosławice, a 31 grudnia 1961 włączono ją do Opola.
Historyczna granica Kolonii biegła, zaczynając od punktu, w którym krzyżuje się ul. Wygonowa, linia kolejowa (Opole-Kluczbork) i Obwodnica Północna, na zachód ul. Wygonową, następnie na południe obecną ulicą Lwowską i Kielecką, na zachód ul. Piotrkowską i Sosnkowskiego, na południe Małopolską, na wschód Śląską i Piotrkowską, na południe ul. Kamińskiego (przecinając ul. Wschodnią), aż do torów kolejowych (linia Opole-Fosowskie) i prosto na wschód, aż do obecnej granicy Opola.
Na gruntach dzielnicy wybudowane są osiedla: Osiedle Malinka i Kolorowe. W 1977 r. rozpoczęto budowę kościoła pod wezwaniem św. Jacka – patrona Śląska, w 1982 inwestycję ukończono. Przez Kolonię przebiega Obwodnica Opola – drogi krajowe 46 94. W Kolonii Gosławickiej funkcjonują 2 przedszkola, szkoła podstawowa i urząd pocztowy. Przy alei Witosa działa Uniwersytecki Szpital Kliniczny. Istnieje również stadion piłkarski ze sztucznym oświetleniem, na którym grają drużyny młodzieżowe UKS „Rodło” Opole oraz V-ligowa (2018/2019) drużyna seniorów Rodło-Wiking Opole.